# 大化坪镇
大化坪镇，是中华人民共和国安徽省六安市霍山县下辖的一个乡镇级行政单位。

## 行政区划
大化坪镇下辖以下地区：
金茗社区、舞旗河村、石羊河村、汪良村、铁岭村、白莲崖村、俞家畈村、多盘坳村、大化坪村、金鸡山村、百家山村、青枫岭村、王家河村和西河村。